# Bijeli Huni
U povijesti su poznati Bijeli Huni (pod tim su nazivom sredinom 4. st. bili poznati Prokopiju, ali i u Indiji gdje su ih na sanskrtu nazivali Hūna ili Svetahuna = Bijeli Huni), nazivani još i Heftaliti (prema njihovu grčkom etnonimu), za koje se pretpostavlja da su bili skupina različita od one skupine Huna koja je bila prodrla u Europu. Oni su bili indoeuropski narod, možda istočno-iranskog nomadskog porijekla, a nastanjivali su područje današnje zapadne Kine, Srednje Azije, Pakistana i Afganistana. Krajem 5. st. Bijeli Huni napadaju istočne dijelove Perzijskog carstva, kojim su vladali Sasanidi, a možda nešto ranije i sjeveroistočnu granicu Indije u današnjem Pakistanu. Krajem 6. st. njihov je spomen u pisanim izvorima sve rjeđi.
Heftaliti (nije jasno je li to bilo ime dinastije ili naroda) su nejasnog podrijetla, a oko 425. osnovali su carstvo u središnjoj Aziji koje je trajalo do 563.
Etničko i jezično podrijetlo Heftalita još nije dovoljno istraženo. Danas postoje razne teorije o njihovom podrijetlu. Prevladava stajalište, da Heftaliti barem pretežnim dijelom pripadaju Indoeuropljanima, te da su vjerojatno srodni s Toharima ili Irancima. No, ne može se isključiti niti utjecaj turkomongolskih naroda ili Huna, iz područja Altajskog gorja.

## Vanjske poveznice
- Bijeli Huni - Heftaliti (engl.)
- Kovanice Heftalita